# Prangos ledebourii
Prangos ledebourii är en flockblommig växtart som beskrevs av Herrnst. och Chaia Clara Heyn. Prangos ledebourii ingår i släktet Prangos och familjen flockblommiga växter. Inga underarter finns listade i Catalogue of Life.